# Paul von Hingst

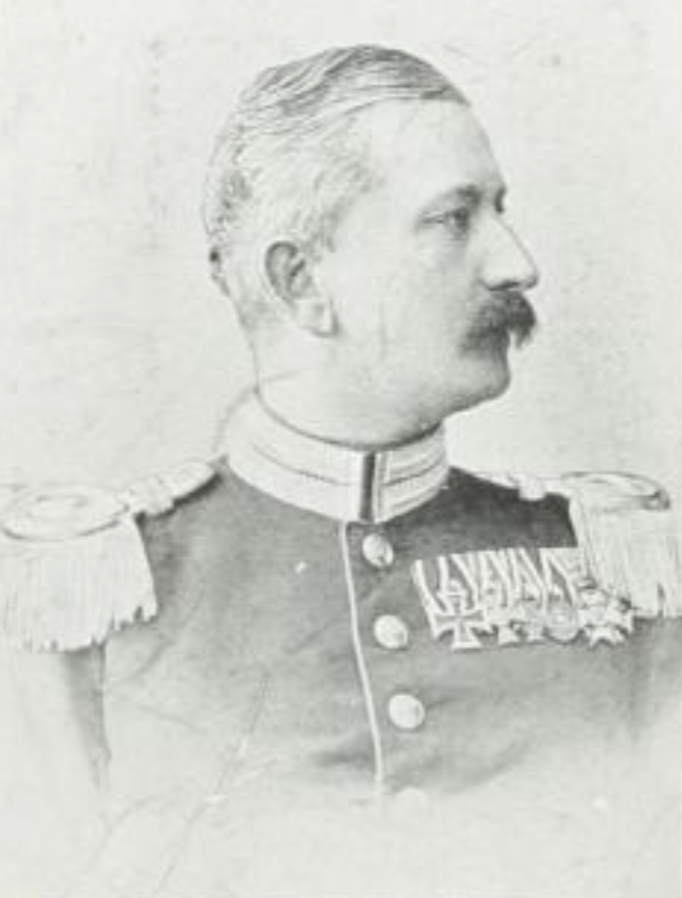
Paul von Hingst

Johann Paul Friedrich Hingst, seit 1908 von Hingst, (* 23. Dezember 1846 in Machern; † 16. September 1919 in Dresden) war ein königlich-sächsischer General der Infanterie und Generaladjutant des Königs Albert von Sachsen.

## Leben

### Herkunft
Er war der Sohn des Macherner Pfarrers Friedrich August Hingst (* 16. März 1812 in Tragnitz; † 24. Mai 1848 in Machern) und dessen Ehefrau Ottilie, geborene Koch.

### Militärkarriere
Nach der Schulausbildung besuchte Hingst ab 1863 das Kadettenhaus in Dresden und wurde am 1. April 1865 als Fähnrich dem dortigen 16. Infanterie-Bataillon überwiesen. Er avancierte 1866 mit Patent vom 14. Juli 1864 zum Sekondeleutnant und versah ab 1867 Dienst im 2. Grenadier-Regiment Nr. 101. Im gleichen Jahr wurde er zur weiteren Ausbildung an die Preußische Kriegsakademie in Berlin kommandiert und stieg im Jahr darauf zum Premierleutnant auf. Seine Ausbildung musste er mit Beginn des Krieges gegen Frankreich unterbrechen. Hingst kehrte zu seinem Regiment zurück und nahm an den Kämpfen in Frankreich teil, wofür er mit dem Eisernen Kreuz II. Klasse ausgezeichnet wurde. Nach Beendigung kehrte er an die Kriegsakademie zurück, beendete seine Ausbildung und wurde im Anschluss daran zum Großen Generalstab der Preußischen Armee kommandiert. Mit seiner Beförderung zum Hauptmann kam er am 23. Mai 1873 wieder in sein Regiment und wurde von dort als Adjutant zur 1. Infanterie-Brigade Nr. 45 kommandiert, der sein Regiment angehörte. Von 1875 bis 1884 war Hingst in der Intendantur des Kriegsministeriums tätig. Hier avancierte er am 17. September 1882 zum Major.
Hingst wurde 1892 zum Oberst befördert und zum Kommandeur des 2. Grenadier-Regiments Nr. 101 ernannt. Daran schloss sich vom 30. März 1896 bis zum 1. April 1897 eine Verwendung als Generalmajor und Kommandeur der  4. Infanterie-Brigade Nr. 48 an. Anschließend erfolgte seine Ernennung zum diensttuenden General à la suite des Königs. Ab dem 29. März 1900 fungierte Hingst als Kommandeur der 3. Division Nr. 32, bis er am 17. April 1903 mit der gesetzlichen Pension zur Disposition gestellt wurde. Nach seiner Verabschiedung erhielt Hingst am 11. September 1903 den Charakter als General der Infanterie und wurde am 22. Mai 1908 durch König Friedrich August III. in den erblichen sächsischen Adelsstand erhoben.
Er erlebte noch den Ausgang des Ersten Weltkriegs, in dem 1914 sein jüngster Sohn fiel, und starb im Spätsommer 1919 in Dresden. Er liegt auf dem Nordfriedhof in Dresden begraben, der zu seiner Zeit als reiner Militärfriedhof genutzt wurde. Sein Grabmal hat sich bis heute dort erhalten.

### Familie
1873 heiratete Hingst Auguste Louise Eveline von Abendroth (* 1850), die Tochter des Generalleutnants Heinrich von Abendroth (1819–1880). Aus der Ehe gingen drei Söhne und eine Tochter hervor.

## Ehrungen (Auswahl)
- Ritterkreuz I. Klasse des Herzoglich-Sachsen-Ernestinischen Hausordens (1886)
- Roter Adlerorden III. Klasse (1893)
- Großkreuz des kaiserlich-österreichischen Franz-Joseph-Ordens (1899)
- Großkreuz des herzoglich-sachsen-weimarischen Hausordens vom weißen Falken (1902)
- Großkreuz des Albrechts-Ordens (1903)
- Kaiserlich-russischer Sankt-Stanislaus-Orden I. Klasse (1903)